# Parafia Trójcy Świętej w Stęszewie
Parafia Świętej Trójcy w Stęszewie – rzymskokatolicka parafia w Stęszewie, należy do dekanatu stęszewskiego.
Powstała około 1400 roku. Obecny kościół został wybudowany w 1468 roku w stylu gotyckim, następnie przebudowany w stylu późnobarokowym.
Na terenie parafii znajduje się kościół filialny pod wezwaniem Najświętszej Maryi Panny zbudowany w Stęszewie w 1905 roku.